# Потрібен воротар
«Потрібен воротар» — радянський художній фільм 1967 року, знятий на кіностудії «Молдова-фільм» режисером Георгієм Воде, притча-комедія за казкою Іона Крянге «Іван Турбінке» про надзвичайні пригоди солдата царської армії.

## Сюжет
Відслуживши свої 25-років військової служби в царській армії, добрий по натурі російський солдат Іван весь свій армійський заробіток — два рубля дав своїм убогим, в образі яких були сам Бог і Святий Петро — вони спустилися на землю, щоб знайти другого стражника у райських воріт — Святому Петру, через наплив бажаючих потрапити в рай, стало складно одному. Так солдат Іван потрапляє стражником до брами раю, і службу несе строго — навіть Смерть не пускає до Бога без доповіді. Добрий і веселий, хоч і любитель випити, Іван підходить до двору. Але раптом він закохується в прекрасну Янголицю. Апостоли карають за це Івана різками, а він все ж не відмовляється від любові. Але любити може тільки людина, а не безсмертний стражник, і Бог велить Івану померти…

## У ролях
- Міхай Волонтир — Іван Турбінке
- Іон Унгуряну — Святий Петро
- Іон Шкуря — Бог
- Ніна Воде — Смерть
- Марія Кібзі — Янгол
- Міхай Курагеу — Мікідуце, чорт
- Ілля Тодоров — Скараоцкі
- Валеріу Каланча — чорт
- Анатол Русу — німий
- Андрій Нагіц — святий в Раю
- Іон Горя — апостол Гавриїл
- Василь Кіку — апостол
- Васіле Константин — апостол
- Мефодій Апостолов — апостол
- Думітру Маржіне — апостол
- Грігоре Грігоріу — апостол
- Глеб Саїнчук — апостол
- Георгій Хассо — епізод
- Трифон Грузін — епізод

## Знімальна група
- Режисер — Георгій Воде
- Сценарист — Володимир Іовіце
- Оператор — Павло Балан
- Композитор — Євген Дога
- Художник — Василь Коврига